# Mollweide-formula

Az α, β, γ a háromszög a, b, c csúcsaival szembeni szögek

A Mollweide-formulák (vagy Mollweide-egyenletek), amelyeket a német Carl Mollweide matematikus-csillagász publikált, két olyan trigonometriai összefüggést foglalnak magukba, amelyek a háromszög két oldalának összege, ill. különbsége és a megfelelő (szemben fekvő) szögek összege-különbsége, valamint a harmadik oldal és szög közötti összefüggést írják le.
Jelölje a, b és c a háromszög oldalhosszait, továbbá α, β és γ rendre az ezekkel szembeni szögek mértékeit.
Ekkor: {\displaystyle {\frac {a+b}{c}}={\frac {\cos \left({\frac {\alpha -\beta }{2}}\right)}{\sin \left({\frac {\gamma }{2}}\right)}}}, illetve {\displaystyle {\frac {a-b}{c}}={\frac {\sin \left({\frac {\alpha -\beta }{2}}\right)}{\cos \left({\frac {\gamma }{2}}\right)}}}.
A formulák a háromszögekkel kapcsolatos feladatok megoldásában kiegészítik a korábban ismert trigonometriai tételeket, képleteket. Azokhoz képest jellegzetességük, hogy a háromszög mindhárom oldalát és mindhárom szögét tartalmazzák.